# أرابز غوت تالنت (الموسم 5)
أرابز غوت تالنت برنامج ترفيهي من نوع تلفزيون الواقع يسلط الضوء على البحث عن المواهب الفردية والجماعية الموجودة لدى العرب. البرنامج هو النسخة العربية من البرنامج البريطاني «المواهب البريطانية» الذي عرض للمرة الأولى في الولايات المتحدة الأمريكية عام 2009 على قناة إن.بي.سي، ولاقى نجاحًا كبيرا.
بدأ عرضه في 11 مارس 2017، وكان من المتوقع الإبقاء على نفس لجنة تحكيم الموسم الرابع، وهم نجوى كرم وعلي جابر وأحمد حلمي الا أن الكوميدي السعودي ناصر القصبي انسحب عن هذا الموسم بسبب انشغاله في تصوير مسلسله العاصوف ويواصل مقدما البرنامج وهما ريا أبي راشد وقصي خضر تقديمهما هذا الموسم إلى جانب مقدم الكواليس وائل منصور الذي حل محل مواطنته ناردين فرج في هذا الموسم. وتعرض حلقة إضافية مسماة «أرابز غوت تالنت إكسترا» والتي تعرض بعد حلقات النصف نهائيات المباشرة وهي ترصد كواليس حلقات نصف النهائي وتقوم بالحديث مع المشتركين والحكام والمدربين وغيرهم ويقدمها الإعلامي المصري وائل منصور.
الفائزة بهذا الموسم كانت ايمان بيشة وفازت بمبلغ 200.000 ريال سعودي بالإضافة إلى رحلة مدفوعة التكاليف إلى منتجع سياحي في العاصمة الماليزية كوالالمبور مقدمة من طرف البقرة الضاحكة.
أجريت مرحلة تجارب الأداء هذا الموسم في عدة دول عربية، قام خلالها فريق إنتاج البرنامج ولجنة التحكيم باختيار أفضل المتقدمين لكي ينتقلوا إلى مرحلة الأستوديو في بيروت. الدول والمدن التي جرت فيها المقابلات هذا الموسم هي التالية 
 مصر:
- القاهرة
- الإسكندرية

 الأردن:
- عمان

 المغرب:
- الدار البيضاء
- مراكش

 تونس:
- تونس العاصمة

 الإمارات العربية المتحدة:
- دبي

 السعودية
- الرياض
- جدة

 الكويت
- مدينة الكويت

## التصفيات النصف النهائية

### الأسبوع الأول
| مفتاح | وصل لنصف النهائيات بالباز الذهبي | اعتراض الحكام | اختيار الحكام | حاصل على المركز الأول بتصويت الجمهور، انتقال مباشرة إلى النهائيات. | حاصل على المركز الثاني أو الثالث بتصويت الجمهور، واختاره الحكام للانتقال للنهائيات. | حاصل على المركز الثاني أو الثالث بتصويت الجمهور، ولم يختره الحكام |

| 15 أبريل 2017 | 15 أبريل 2017          | 15 أبريل 2017   | 15 أبريل 2017      | 15 أبريل 2017         | 15 أبريل 2017         | 15 أبريل 2017         |                       |
| التسلسل       | البلد                  | المؤدي          | الموهبة            | اعتراض واختيار الحكام | اعتراض واختيار الحكام | اعتراض واختيار الحكام | اعتراض واختيار الحكام |
| التسلسل       | البلد                  | المؤدي          | الموهبة            | أحمد                  | نجوى                  | علي                   |                       |
| ------------- | ---------------------- | --------------- | ------------------ | --------------------- | --------------------- | --------------------- | --------------------- |
| 1             | تونس                   | فانتاستك 5      | الرقص بالتكنولوجيا | —                     | —                     | —                     |                       |
| 2             | لبنان                  | نادين ناصيف     | غناء أوبرا         | —                     | —                     | —                     |                       |
| 3             | الكويت                 | واجيك           | ألعاب الخفة        | —                     | —                     | —                     |                       |
| 4             | العراق · المغرب · تونس | أشبال القانون   | العزف على الفانون  | —                     | —                     | —                     |                       |
| 5             | السودان                | سالوت يا البنوت | الغناء             | –                     | —                     |                       |                       |
| 6             | المغرب                 | سارة فاكابوند   | رقص الأكرو         |                       |                       | —                     |                       |
| 7             | المغرب                 | فريد زيتون      | باركور             | —                     | —                     | —                     |                       |
| 8             | مصر                    | نورهان خطاب     | الجمباز            | —                     | —                     | —                     |                       |

#### ضيف الشرف
فرقة النحت في الهواء (Air Scolpture).

### الأسبوع الثاني
| مفتاح | وصل لنصف النهائيات بالباز الذهبي | اعتراض الحكام | اختيار الحكام | حاصل على المركز الأول بتصويت الجمهور، انتقال مباشرة إلى النهائيات. | حاصل على المركز الثاني أو الثالث بتصويت الجمهور، واختاره الحكام للانتقال للنهائيات. | حاصل على المركز الثاني أو الثالث بتصويت الجمهور، ولم يختره الحكام |

| 1 | الجزائر          | جمال بن يحيى                | رقص الأكرو                        |   |   | — |
| 2 | سوريا            | راب النار                   | غناء الراب                        | — | — |   |
| 3 | الكويت · البحرين | عبد اللطيف غازي ومحمد جباري | العزف على آلتي الكلارينت والجيتار | — | — | — |
| 4 | فلسطين           | فري رن غزة                  | الرقص                             | — | — | — |
| 5 | المغرب           | مصطفى دانجر                 | عرض السيرك                        | – | — | — |
| 6 | السعودية         | ناظم ظفر                    | تقليد الأصوات                     | — | — | — |
| 7 | مصر · أوكرانيا   | أيمن وكسينيا                | عرض سيرك                          | — | — | — |
| 8 | فلسطين · الأردن  | نورا ناش                    | الغناء الاستعراضي                 | — | — | — |

### الأسبوع الثالث
| مفتاح | وصل لنصف النهائيات بالباز الذهبي | اعتراض الحكام | اختيار الحكام | حاصل على المركز الأول بتصويت الجمهور، انتقال مباشرة إلى النهائيات. | حاصل على المركز الثاني أو الثالث بتصويت الجمهور، واختاره الحكام للانتقال للنهائيات. | حاصل على المركز الثاني أو الثالث بتصويت الجمهور، ولم يختره الحكام |

| 1 | مصر              | إليسا سيد        | أكروباتيك    | — | — | — |
| 2 | المغرب · الجزائر | سوفاز            | رقص الأكرو   | — | — | — |
| 3 | المغرب           | عبير العابد      | الغناء       |   |   | — |
| 4 | السعودية         | كوابيس           | الرقص بالضوء | — | — |   |
| 5 | المغرب           | سمية بالرحمة     | غناء أوبرا   | – | — | — |
| 6 | لبنان            | بيار جعجع        | رقص الأكرو   | — | — | — |
| 7 | المغرب           | موزار طيف الخيال | خيال الظل    | — | — | — |
| 8 | الكويت           | إيماجين تيم      | ألعاب الخفة  | — | — | — |

### الأسبوع الرابع
| مفتاح | وصل لنصف النهائيات بالباز الذهبي | اعتراض الحكام | اختيار الحكام | حاصل على المركز الأول بتصويت الجمهور، انتقال مباشرة إلى النهائيات. | حاصل على المركز الثاني أو الثالث بتصويت الجمهور، واختاره الحكام للانتقال للنهائيات. | حاصل على المركز الثاني أو الثالث بتصويت الجمهور، ولم يختره الحكام |

| 1 | المغرب  | دريم ديمو تيم  | تايكواندو  |   | — | — |
| 2 | الكويت  | عمر الزواوي    | الشعر      | — | — | — |
| 3 | المغرب  | هيرمانوي باند  | الغناء     | — | — | — |
| 4 | العراق  | مجيد كساب      | رقص الأكرو | — | — | — |
| 5 | الجزائر | بار جينيريشن   | أكروباتيك  | — |   |   |
| 6 | الأردن  | إيمان بيشة     | غناء أوبرا | — | — | — |
| 7 | مصر     | يوروك          | فريستايل   | — | — | — |
| 8 | لبنان   | سو يونايتد كرو | رقص الأكرو | — | — | — |

### الأسبوع الخامس
| مفتاح | وصل لنصف النهائيات بالباز الذهبي | اعتراض الحكام | اختيار الحكام |  | حاصل على المركز الأول بتصويت الجمهور، انتقال مباشرة إلى النهائيات. | حاصل على المركز الثاني أو الثالث بتصويت الجمهور، واختاره الحكام للانتقال للنهائيات. | حاصل على المركز الثاني أو الثالث بتصويت الجمهور، ولم يختره الحكام |

| 1 | الجزائر /المغرب | cascade           |  | — | — | — |
| 2 | العراق          | سيموني العاني     |  | — | — | — |
| 3 | الجزائر         | blida gymnastique |  | — | — | — |
| 4 | مصر             | ابانوب فلكس       |  | — | — | — |
| 5 | لبنان           | ادم كاريرا        |  | – | — | — |
| 6 | السعودية        | سلطمان            |  | — | — | — |
| 7 | فلسطين/سوريا    | freelusion        |  | — | — | — |
| 8 | المغرب          | ايمان الشميطي     |  | — | — | — |

## النهائي
| مفتاح | اعتراض الحكام | اختيار الحكام | الفائز بالمسابقة | الحاصل على المركز الثاني. | الحاصل على المركز الثالث. |

| 1  |  |  |  | — | — | — |
| 2  |  |  |  | — | — | — |
| 3  |  |  |  | — | — | — |
| 4  |  |  |  | — | — | — |
| 5  |  |  |  | – | — | — |
| 6  |  |  |  | — | — | — |
| 7  |  |  |  | — | — | — |
| 8  |  |  |  | — | — | — |
| 9  |  |  |  | — | — | — |
| 10 |  |  |  | — | — | — |

## مقالات ذات صلة
- أرابز غوت تالنت.
- أرابز غوت تالنت - الموسم الأول.
- أرابز غوت تالنت - الموسم الثاني.
- أرابز غوت تالنت - الموسم الثالث.
- أرابز غوت تالنت - الموسم الرابع.

## وصلات خارجية
- الموقع الرسمي للموسم الخامس.
- أرابز غوت تالنت  على فيسبوك.